# Dominicas de la Congregación de la Reina del Santísimo Rosario
La Congregación de la Reina del Santísimo Rosario (oficialmente en inglés: Dominican Sisters of The Congregation of the Queen of the Most Holy Rosary) es un instituto religioso católico femenino, de vida apostólica y de derecho pontificio, fundado por la religiosa estadounidense Maria Pia Backes, en San Francisco, en 1888. A las religiosas de este instituto se les conoce como Dominicas de la Congregación de la Reina del Santísimo Rosario o simplemente como dominicas de la Misión San José. Las mujeres de este instituto posponen a sus nombres las siglas O.P.

## Historia

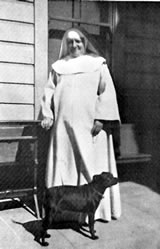
Maria Pia Backes (1852-1925), fundadora de la congregación.

Los orígenes de la congregación se remontan al monasterio de la Santa Cruz de Brooklyn, fundado por las dominicas alemanas del monasterio homónimo de Ratisbona. El 11 de noviembre de 1876 tres religiosas de este monasterio, bajo la guía de Maria Pia Backes, se trasfirieron a San Francisco, siguiendo la invitación del obispo dominico Josep Sadoc Alemany. Rápidamente abrieron varias filiales en diferentes localidades de California, saliendo incluso de las fronteras de los Estados Unidos. La primera casa en el exterior fue el noviciado de México, fundada en 1922.
En 1888 las religiosas de San Francisco y sus filiales formaron una congregación religiosa independiente, abandonaron la regla de las monjas de Ratisbona y obtuvieron la agregación a la Tercera Orden Regular de Santo Domingo. El 25 de abril de 1907, recibieron la aprobación pontificia, mediante decretum laudis del papa Pío XI.

## Organización
La Congregación de la Reina del Santísimo Rosario es un instituto religioso de derecho pontificio, internacional y centralizado, cuyo gobierno es ejercido por una priora general. La sede central se encuentra en la Misión San José de Fremont (Estados Unidos).
Las dominicas de la Misión San José se dedican a la educación e instrucción cristiana de la juventud y forman parte de la familia dominica. En 2017, el instituto contaba con 177 religiosas y 19 comunidades, presentes en Estados Unidos y México.